# Kukriförmiges Hiebmesser
Ein kukriförmiges Hiebmesser  ist eine Waffe und ein Werkzeug aus Indien.

## Beschreibung
Ein kukriförmiges Hiebmesser hat eine einschneidige, gebogene, schwere Klinge. Die Klinge wird vom Heft zum Ort breiter und ist etwa ab 1/3 der Klingenlänge abgebogen gearbeitet. Die Klinge ist meist glatt, ohne Hohlschliff oder Mittelgrat. Der Klingenquerschnitt ist keilförmig. Sie ist so gearbeitet, dass im Ortbereich das Hauptgewicht der Klinge liegt, um die Hiebwirkung zu verstärken. Das Heft besteht meist aus Metall und ähnelt dem Griff des Talwar. Oft sind diese Messer mit aufwändigen Gravuren und Ätzungen verziert. Die Klingenform hat das nepalesische Khukuri als Vorbild. Es dient bei Ethnien aus Indien als Waffe und Werkzeug.